# Sotirios Trambas
Sotirios Trambas (griego: Σωτήριος Τράμπας; 17 de julio de 1929 - 10 de junio de 2022) fue un prelado ortodoxo griego, que se desempeñó como metropolitano ortodoxo de Corea de 2004 a 2008.

## Biografía
Nació en Arta en 1929. Se graduó en la Escuela Teológica de la Universidad de Atenas en 1951.
Hizo su servicio militar en el Departamento Militar de Religión y predicó en las unidades militares del norte de Grecia.
En 1956 fue monje tonsurado del Santo Monasterio de Leimonos en Mitilene (Grecia). Fue ordenado diácono y sirvió como predicador en la Metrópolis de Methymnis. En 1961 fue ordenado sacerdote y recibió el oficio de Archimandrita. En 1963 regresó al ejército griego y se desempeñó como capellán en el área de Evros.
De 1969 a 1974 ocupó el cargo de Canciller (Archimandrita mayor) de la Arquidiócesis de Atenas. Mientras ocupó este cargo, estableció y organizó el Centro de Apoyo a la Familia y otras instituciones de bienestar público de la Arquidiócesis de Atenas.
En noviembre de 1975, se ofreció como voluntario para servir a la Iglesia Ortodoxa en Corea y, con el permiso del Santo Sínodo de Constantinopla, se convirtió en Decano de la Iglesia de San Nicolás en Seúl. En 1986 fue designado presidente de la Misión Oriental Ortodoxa. Como presidente tradujo textos eclesiásticos griegos al coreano y fundó el monasterio, un seminario y varias parroquias en Corea y en otros lugares de Asia.
En 1991, fue elegido obispo auxiliar de la metrópolis de Nueva Zelanda y exarca de Corea y recibió el título de obispo de Zelon, y después de más de una década en 2004, fue elegido primer metropolitano de la recién establecida metrópolis ortodoxa de Corea. por el santo sínodo de Constantinopla. También recibió una ciudadanía honoraria de Seúl en 2000.
En 2008 renunció voluntariamente como Metropolitano de Corea por motivos de salud. El Santo Sínodo de Constantinopla aceptó su dimisión y lo eligió Metropolitano de Pisidia (Turquía).